# Bellús
Bellús é um município da Espanha na província de Valência, Comunidade Valenciana. Tem 9,5 km² de área e em 2021 tinha 311 habitantes (densidade: 32,7 hab./km²).

## Demografia
| Variação demográfica do município entre 1991 e 2004 | Variação demográfica do município entre 1991 e 2004 | Variação demográfica do município entre 1991 e 2004 | Variação demográfica do município entre 1991 e 2004 |
| --------------------------------------------------- | --------------------------------------------------- | --------------------------------------------------- | --------------------------------------------------- |
| 1991                                                | 1996                                                | 2001                                                | 2004                                                |
| 413                                                 | 383                                                 | 405                                                 | 383                                                 |